# 反叛者
《反叛者》（法语 Le renégat）是法国作家阿尔贝·加缪的一部短篇小说，1957年收录于小说集《流放与王国》出版。

## 情节
《反叛者》是《流放与王国》中最晦涩的短篇小说之一。它被认为是一个寓言。 故事开始于叙述者，他不知何故失去了舌头，在沙漠中持枪等候。叙述者在故事开始时说的很多话，直到以后才有解释。
叙述者讲述了他的过去。他是一位来自法國中央高原新教地区的法国天主教徒，离开家，前往马里封闭的塔加扎部落，担任传教士。他的导师警告他，他还没有准备好完成这样的任务，但他太自信，无论如何都要去。到达目的地后，他的向导抢劫了他，将他丢弃在沙漠里。
叙述者到达塔哈扎时，经历了更多的不幸，被部落的男女囚禁和殴打。经过几天的隔离后，他被带到拜物教庙宇，部落的祭司和一些男女进行礼拜仪式。在仪式中，叙述者和其他一些人遭受到身心虐待。最后，叙述者皈依了他来传教的部落宗教，否认基督，拒绝相信他的公义，并宣称拜物教和仇恨的力量，才是世界上唯一真正和完美无瑕的力量。
叙述者讲述了有一天，没有戴面具的祭司把一个女人带进了拜物教庙宇。这个女人脸上刻着偶像的纹身，祭司离开后，她躺在偶像前面的地上。这里隐含着 叙述者试图与这个女人性交（尽管没有明确描述），但被返回的祭司和一些部落成员抓住。他们打他，割下他的舌头，使他昏倒在地上。
一段时间后，叙述者得知，将有另一名传教士被派去照顾塔哈扎的儿童，有20名法国士兵的驻军，以确保传教士的安全（可能是叙述者失踪的结果）。得知这一点后，他决定在传教士到达的前一天逃跑，偷一支枪去杀死他。
在杀害传教士时，叙述者打算挑起法国和部落之间的冲突。这似乎不像是报复他的俘虏，而是给部落一个机会，去征服并蔓延到整个欧洲。
最终，传教士和他的向导出现在地平线上，叙述者向他们开火。他的目标受了伤，叙述者接近传教士，殴打他致死。叙述者评论说，用枪托打善良者脸的感觉有多么好。新的传教士刚死，部落民就来了，警告叙述者不该用枪。
故事结束于叙述者的被捕和处死。叙述者把自己比作殉难的基督，问拜物教徒为什么抛弃了他，宣称他爱钉他十字架的钉子。当叙述者意识到，拜物教徒没有来救他，善良的力量获胜了。他怀疑他是否犯了一个错误，选择了邪恶的一边。他匆忙地试图回到善良和怜悯的一边，结束他的唠叨。叙述结束时切换为第三人称：一拳头的盐堵住了俘虏唠叨的嘴巴。

## 风格
加缪在《反叛者》中采用的风格是虚构的叙述者，有时很难破译。故事采用第一人称叙述，就像叙述者一样，语言混乱、脱节、杂乱无章。

## 主题
加缪本人是个无神论者。